# Prioniturus mada
Prioniturus mada е вид птица от семейство Psittaculidae. Видът е незастрашен от изчезване.

## Разпространение
Разпространен е в Индонезия.